# Spaans basketbalteam (mannen)
Het Spaans nationaal basketbalteam is een team van basketballers dat Spanje vertegenwoordigt in internationale wedstrijden. Het land is een van de oprichters van FIBA in 1932.
Het Spaans nationaal basketbalteam was tot 2008 het enige team ter wereld dat wél een wereldkampioenschap heeft gewonnen, maar niet het kampioenschap in het eigen continent. Het land stond liefst zes keer in de finale van de Eurobasket. Alle zes de wedstrijden werden verloren, waarmee Spanje (met Tsjecho-Slowakije) ook recordhouder is in het verliezen van Eurobasket-finales. Ook tijdens de finale van Eurobasket 2007, waarin het tegen Rusland moest, konden de Spanjaarden hun finalevloek niet overwinnen. Rusland won dat jaar verrassend met één punt verschil van gastland Spanje. In 2009, 2011, 2015 en 2022 lukte het Spanje wel om Eurobasket te winnen. In 2019 werd Spanje voor de tweede maal wereldkampioen.
1950:  Argentinië · 
1954:  Verenigde Staten · 
1959:  Brazilië · 
1963:  Brazilië · 
1967:  Sovjet-Unie · 
1970:  Joegoslavië · 
1974:  Sovjet-Unie · 
1978:  Joegoslavië · 
1982:  Sovjet-Unie · 
1986:  Verenigde Staten · 
1990:  Joegoslavië · 
1994:  Verenigde Staten · 
1998:  Joegoslavië· 
2002:  Joegoslavië · 
2006:  Spanje · 
2010:  Verenigde Staten · 
2014:  Verenigde Staten ·
2019:  Spanje ·
2023:  Duitsland